# Majaczenie
Majaczenie (zespół majaczeniowy, delirium, ostry zespół mózgowy) – zespół zaburzeń świadomości, któremu towarzyszą iluzje, omamy wzrokowe, słuchowe, dotykowe i inne oraz lęk i pobudzenie psychomotoryczne, zaburzenia snu, przy czym objawy te nasilają się często wieczorem i nocą. Omamy układać się mogą w niezwykle żywe wizje przypominające film, którym towarzyszą urojenia "dziania się" (tzn. chory ma poczucie uczestnictwa w rozgrywających się przed jego oczami wydarzeniach). Orientacja autopsychiczna jest zazwyczaj zachowana, allopsychiczna zaś bywa zazwyczaj zaburzona. Po przeminięciu stanu majaczeniowego stwierdza się zwykle częściową lub całkowitą niepamięć okresu chorobowego. Stany majaczeniowe spotyka się w wielu chorobach somatycznych: np. ciężkich infekcjach przebiegających z wysoką gorączką, zatruciach, mocznicy, niewydolności wątroby, urazach, odwodnieniu (zwłaszcza u osób w wieku podeszłym). Zespoły majaczeniowe mogą również wikłać zespoły abstynencyjne alkoholowe (delirium tremens - majaczenie drżenne) i po odstawieniu benzodiazepin.

## Klasyfikacja ICD10
| kod ICD10     | nazwa choroby                                                          |
| ------------- | ---------------------------------------------------------------------- |
| ICD-10: F05   | Majaczenie niewywołane alkoholem i innymi substancjami psychoaktywnymi |
| ICD-10: F05.0 | Majaczenie bez otępienia                                               |
| ICD-10: F05.1 | Majaczenie nałożone na otępienie                                       |
| ICD-10: F05.8 | Inne typy majaczenia                                                   |
| ICD-10: F05.9 | Majaczenie, nieokreślone                                               |